# Iglesia de Santa María (Covet)
La iglesia de Santa María de Covet se encuentra situada en el costado sur del núcleo urbano del pueblo de Covet del municipio de Isona y Conca Dellá, en la comarca catalana del Pallars Jussá. La imagen de la Virgen de Covet preside esta antigua parroquia rural que solamente tenía ocho habitantes permanentes en 1990. Esta iglesia es uno de los ejemplares principales de la comarca y es un edificio capital singularísimo a nivel arquitectónico en toda Cataluña. 
Se puede acceder a Covet por un ramal de carretera de 2,5 km desde CC-1412b, tramo entre Benavent-Biscarri que lleva hacia las casas que forman su núcleo y, una vez atravesado, continua hacia Isona (7,2 km) donde finaliza.
El lugar de Covet ha tenido siempre diferente número de habitantes, según fuera una época u otra. Antiguamente, a una media hora escasa del pueblo, por el costado sur, pasaba el camino real de Tremp a Cervera por el lugar donde se hallaba el viejo Hostal de les Moreres, hasta hace muy poco (1999) en ruinas y en desuso y, actualmente, totalmente derruido.
Cuando los condes de Urgel venden el castillo de Llordà al vizconde Arnau Mir de Tost y a su esposa Arsenda, se cita Covet en los lindes (año 1032). Es la segunda vez que se cita el lugar de Covet. La primera fue el 22 de junio del 949 (1075 años) en la consagración de la iglesia de San Cristóbal de Salinoves, municipio de la Baronia de Rialb, comarca catalana de la Noguera.
Procedía del priorato de Covet el famoso Santo Cristo de Conques, talla gótica de madera quemada durante las revueltas del año 1936; hasta aquel momento, esta imagen había sido muy venerada en la iglesia de San Miguel de Conques donde se encuentra ahora una imagen reproducida, muy distinta de la original.

## Historia
Documentada en una dotalía de mediados del siglo X. Fue parroquia del castillo de Llordá, actualmente depende de la parroquial de Isona.
Fue declarada en 1921 monumento nacional.

## Edificio
Consta de una nave, con un ábside central y dos absidiolos, la nave tiene cubierta de bóveda de cañón apuntada, que empieza en una imposta biselada con dos arcos torales en columnas semicirculares con capiteles labrados con hojas de acanto, animales y figuras humanas.
El ábside lo cubre una bóveda que arranca de una imposta, toda ella muy decorada con ornamentos vegetales, animales y geométricos. Las absidiolas tienen la bóveda de cañón más baja que la nave.
En el muro norte hay la entrada para el campanario de torre.
Desde la parte interior de la iglesia, en el muro oeste de la fachada principal, se encuentran en cada lado unas escaleras de caracol que suben a una galería a nivel del rosetón de la fachada, que se abre a la nave de la iglesia, por cuatro arcos con soporte de cinco columnas con capiteles labrados con figuras humanas, animales y vegetales. Esta construcción es bastante excepcional en la arquitectura de esta época en Cataluña, solo se repite en la de Seo de Urgel.

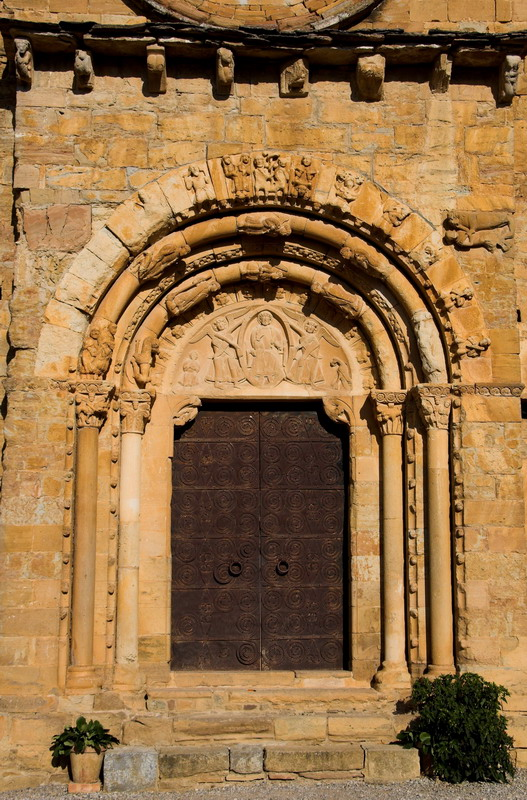
Portada de Santa María de Covet

## Exterior
La portada se encuentra en el muro oeste y consta de cuatro arquivoltas con dos columnas con capiteles y un tímpano. Cubre esta puerta un guardapolvo sostenido por ocho canecillos y encima un gran rosetón.
La parte central del tímpano está representado una Maiestas entronizada con un serafín y un querubín sosteniendo la mandorla, más hacia los bordes están San Mateo y San Juan.
En la arquivolta más exterior, se representa la historia de Adán y Eva. En la siguiente hay dovelas lisas y otras esculpidas. En las últimas arquivoltas se pueden ver figuras de ángeles y un león alado.
Se conservan de esta iglesia en el Museo Nacional de Arte de Cataluña , en Barcelona, una talla policromada de la Virgen con Niño y en el Museo Episcopal de Vich, un incensario de bronce labrado.